# Bárbara de Celje
Bárbara de Celje (en idioma esloveno: Barbara Celjska, en idioma húngaro: Cillei Borbála; entre 1390/1395-11 de julio de 1451) fue una noble húngara de origen esloveno que fue reina consorte de Hungría y posteriormente emperatriz consorte del Sacro Imperio Romano Germánico.

## Biografía
Era la hija de Armando II, conde de Celje, y de su esposa Ana de Schaunberg. Armando II era hijo del conde Armando I y de la princesa Catalina Kotromanic de Bosnia.
En 1408, Bárbara se casó con el rey Segismundo de Hungría (1387-1437), posteriormente también rey de romanos (1410-1437), rey de Bohemia (1419-1437) y emperador del Sacro Imperio Romano Germánico (1433-1437). Dio a luz a una hija, Isabel de Luxemburgo (1409-1442), la única descendiente y heredera de Segismundo, quien a su vez se casó con el duque Alberto V de Austria de la Casa de Habsburgo, el cual fue posteriormente rey de Hungría, Bohemia y rey de romanos. 
Bárbara acompañó a su esposo Segismundo al Concilio de Constanza en 1414, pero fue enviada de regreso a Hungría por el monarca. En 1419, fue exiliada a la ciudad de Nagyvárad tras haber sido hallada presuntamente culpable de adulterio, pero a finales de año se reconcilió con Segismundo y volvió a la corte.
Teniendo conflictos con Alberto, negoció con el rey Vladislao III de Polonia para que éste tomase el control en el reino tras la muerte del anciano y enfermo rey Segismundo de Hungría. Temiendo por su seguridad, luego de que su esposo se enterase de la conspiración, Bárbara se escapó en noviembre de 1437 de Buda con varias carretas cargadas de tesoros y objetos personales con dirección al oeste. Sin embargo, Segismundo ordenó al ispán Jorge Rozgonyi que la interceptara, y luego de ser capturada, fue llevada al palacio de la ciudad de Presburgo (en húngaro Pozsony), donde fue mantenida bajo arresto. En diciembre murió Segismundo, y Bárbara pronto fue liberada por el nuevo rey Alberto de Hungría, tras lo cual abandonó el reino y se fue a Polonia. No fue bien recibida allá, por lo que se retiró al castillo de Mělník, en Bohemia, donde vivió doce años más hasta su muerte.